# آخالتسيخه
آخالتسيخه (بالإنجليزية: Akhaltsikhe)‏ هي مستوطنة تقع في جورجيا في سامتسخه–جافاخيتي. يقدر عدد سكانها بـ 14000 نسمة .

## المناخ
يظهر الجدول التالي التغييرات المناخية على مدار السنة لآخالتسيخه:
| البيانات المناخية لـآخالتسيخه     | البيانات المناخية لـآخالتسيخه | البيانات المناخية لـآخالتسيخه | البيانات المناخية لـآخالتسيخه | البيانات المناخية لـآخالتسيخه | البيانات المناخية لـآخالتسيخه | البيانات المناخية لـآخالتسيخه | البيانات المناخية لـآخالتسيخه | البيانات المناخية لـآخالتسيخه | البيانات المناخية لـآخالتسيخه | البيانات المناخية لـآخالتسيخه | البيانات المناخية لـآخالتسيخه | البيانات المناخية لـآخالتسيخه | البيانات المناخية لـآخالتسيخه |
| الشهر                             | يناير                         | فبراير                        | مارس                          | أبريل                         | مايو                          | يونيو                         | يوليو                         | أغسطس                         | سبتمبر                        | أكتوبر                        | نوفمبر                        | ديسمبر                        | المعدل السنوي                 |
| --------------------------------- | ----------------------------- | ----------------------------- | ----------------------------- | ----------------------------- | ----------------------------- | ----------------------------- | ----------------------------- | ----------------------------- | ----------------------------- | ----------------------------- | ----------------------------- | ----------------------------- | ----------------------------- |
| متوسط درجة الحرارة الكبرى °م (°ف) | 0.2 (32.4)                    | 2.3 (36.1)                    | 7.5 (45.5)                    | 14.1 (57.4)                   | 19.0 (66.2)                   | 22.1 (71.8)                   | 24.9 (76.8)                   | 25.1 (77.2)                   | 21.5 (70.7)                   | 15.7 (60.3)                   | 8.6 (47.5)                    | 3.0 (37.4)                    | 13.7 (56.6)                   |
| المتوسط اليومي °م (°ف)            | −4.2 (24.4)                   | −2.3 (27.9)                   | 2.3 (36.1)                    | 7.9 (46.2)                    | 12.7 (54.9)                   | 15.7 (60.3)                   | 18.6 (65.5)                   | 18.7 (65.7)                   | 14.7 (58.5)                   | 9.5 (49.1)                    | 3.7 (38.7)                    | −1.3 (29.7)                   | 8.0 (46.4)                    |
| متوسط درجة الحرارة الصغرى °م (°ف) | −8.6 (16.5)                   | −6.9 (19.6)                   | −2.9 (26.8)                   | 1.7 (35.1)                    | 6.4 (43.5)                    | 9.4 (48.9)                    | 12.4 (54.3)                   | 12.4 (54.3)                   | 8.0 (46.4)                    | 3.4 (38.1)                    | −1.1 (30.0)                   | −5.5 (22.1)                   | 2.4 (36.3)                    |
| الهطول مم (إنش)                   | 44 (1.7)                      | 40 (1.6)                      | 38 (1.5)                      | 60 (2.4)                      | 78 (3.1)                      | 91 (3.6)                      | 56 (2.2)                      | 52 (2.0)                      | 52 (2.0)                      | 59 (2.3)                      | 54 (2.1)                      | 56 (2.2)                      | 680 (26.7)                    |
| المصدر: Climate-Data.org          |                               |                               |                               |                               |                               |                               |                               |                               |                               |                               |                               |                               |                               |

## المدن التوأمة
مدن أرداهان وأرتوين هي مدن توأمة لـآخالتسيخه.

## أعلام
- كارب خاشفانكيان
- لوسين زاكريان
- ستيبان مالكاسيانتس
- هاكوب مانانديان